# Temple Ashbrook
Temple Withers Ashbrook (ur. 23 maja 1896 w Paris, zm. 21 lutego 1976 w Los Angeles) – amerykański żeglarz sportowy, medalista olimpijski.
Podczas letnich igrzysk olimpijskich w Los Angeles (1932) zdobył, wspólnie z Robertem Carlsonem, Fredericem Conantem, Donaldem Douglasem i Charlesem Smithem, srebrny medal w żeglarskiej klasie 6 metrów. 
Temple Ashbrook reprezentował Los Angeles Yacht Club na igrzyskach olimpijskich w 1932. W latach 1934–1935 był szyperem w Stowarzyszeniu Żeglarskim na wyspie Catalina Island. Później pracował jako ekspert od gaźników i magneto w firmie Harry A. Miller Co. Był również członkiem organizacji National Sailing Hall of Fame.